# Predictive Model Markup Language
Predictive Model Markup Language ou PMML est un langage de marquage basé sur XML conçu pour définir des modèles de données et visant à rendre interopérables les systèmes de datamining.
La version 4.0 est sortie le 16 juin 2009.